# 왕제넷
왕제넷(Genetta poensis)은 사향고양이과에 속하는 제넷고양이의 일종이다. 콩고공화국과 적도기니, 라이베리아, 가나 그리고 코트디부아르에서 발견되는 작은 육식동물이다. 1946년 이후 관찰된 적이 없기 때문에 IUCN 적색 목록에서 정보부족종(DD, Data Deficient Species)으로 지정, 분류하고 있다. 열대 우림 지역에서만 사는 것으로 추정하고 있다.